# Eugenio Caballero
Pour les articles homonymes, voir Caballero.
Eugenio Caballero, né en 1970 à Mexico, est un chef décorateur mexicain.

## Biographie
Il a étudié l'histoire de l'art et du cinéma à l'université de Florence de 1989 à 1991 avant de revenir au Mexique étudier la décoration et la direction artistique jusqu'en 1993. Il commence à travailler comme chef décorateur sur des spots publicitaires et des clips musicaux, particulièrement ceux du groupe Café Tacvba. Il se tourne ensuite vers le cinéma, débutant en 1996 comme assistant décorateur pour Roméo + Juliette. Il a remporté plusieurs récompenses pour son travail, et notamment l'Oscar des meilleurs décors en 2007 pour Le Labyrinthe de Pan.

## Filmographie (chef décorateur)
- 1999 : Esperanza et ses saints, d'Alejandro Springall
- 2001 : Seres humanos, de Jorge Aguilera
- 2002 : Asesino en serio, d'Antonio Urrutia
- 2003 : Zurdo, de Carlos Salcés
- 2004 : Investigations, de Sebastián Cordero
- 2006 : Le Labyrinthe de Pan, de Guillermo del Toro
- 2007 : Resident Evil: Extinction, de Russell Mulcahy
- 2008 : Rudo et Cursi, de Carlos Cuarón
- 2009 : The Limits of Control, de Jim Jarmusch
- 2009 : Rabia, de Sebastián Cordero
- 2010 : Les Runaways, de Floria Sigismondi
- 2012 : The Impossible (Lo imposible), de Juan Antonio Bayona
- 2013 : Europa Report, de Sebastián Cordero
- 2014 : Club Sandwich (Club Sándwich), de Fernando Eimbcke
- 2014 : L'Attrape-rêves, de Claudia Llosa
- 2016 : Quelques minutes après minuit, de Juan Antonio Bayona
- 2022 : Bardo d'Alejandro González Iñárritu